# کتابخانه نظام‌الملک
کتاب‌خانهٔ نظام‌الملک نام یکی از کتابخانه‌های شهر مرو در سده‌های پنجم، ششم و هفتم قمری است. این کتاب‌خانه در نیمهٔ دوم قرن پنجم به دستور خواجه نظام‌الملک، وزیر آلب ارسلان و ملکشاه سلجوقی ساخته شد. این کتابخانه در اثر حمله مغولان از بین رفت. یاقوت حموی در یکی از گزارش‌های خود به این کتاب‌خانه اشاره کرده که استفاده از کتاب‌های این کتاب‌خانه آسان بوده‌است.